# Mounir Toub
Mounir Toub (Eindhoven, 17 augustus 1978) is een Nederlands chef-kok en bekend van onder andere 24Kitchen, Omroep MAX en Fox Sports. Hij presenteerde onder andere Grenzeloos Koken voor zender 24Kitchen. Zijn eerste kookboek Mijn Arabische Keuken kwam in 2016 uit. Toub is docent aan het Summa College en samen met meester-kok Robert Kranenborg doceert hij aan de Robert Kranenborg Academie.

## Biografie

### Carrière
Toub startte zijn carrière in de keuken tijdens zijn koksopleiding, die hij in drie jaar cum laude afrondde. Ten tijde van zijn opleiding liep hij stage bij The Fisherman in Veldhoven/Zeelst en bij Jagershorst in Leende, onder leiding van meester-kok Eugene Swalen. Op 19-jarige leeftijd haalde hij het niveau-drie koksdiploma en vertrok naar Maasbracht om bij meester-kok Margot Reuten te werken.
Het hbo-diploma voor docent Consumptieve Technieken behaalde hij cum laude met een deeltijdopleiding. Sinds zijn studie is Toub als docent werkzaam bij het Summa College (voorheen ROC Eindhoven).
Tijdens de studie en tijd als docent schreef hij recepten en artikelen voor tijdschriften, waardoor hij in 2011 werd opgemerkt door kookzender 24Kitchen. In oktober 2011 begon hij daar zijn carrière als tv-kok. Toub is inmiddels te zien bij verschillende zenders in verscheidene programma’s:
- 24Kitchen bij o.a. Grenzeloos Koken en Favourites by…
- Omroep MAX met het programma Kook mee met MAX
- Fox Sports bij het voetbalpraatprogramma van Kees Jansma, De Tafel van Kees.

In 2016 werd bij Net5 de serie Kitchen Impossible uitgezonden, waarbij Toub samen met meester-kok Robert Kranenborg en presentator Arie Boomsma acht deelnemers met een lichamelijke en of geestelijke beperking klaarstoomden voor een baan in de horeca. In 2017 kreeg Kitchen Impossible een vervolg met Nicolette van Dam als presentatrice en wederom met meester-kok Kranenborg en Toub in de keuken.
Op 18 april 2017 startte zijn eigen show Mounirs Marokko: een smakelijk avontuur. In dit programma reisde Toub op de motor door Marokko om de kijker de Marokkaanse keuken en culturen te laten kennen.
In 2018 volgde het programma Mounirs Kookschool (24Kitchen), waarin zes kandidaten een culinaire carrière switch ambieerden en streden voor hun droom om te werken in een Michelinsterren-restaurant.
Naast zijn carrière als leraar aan het Summa College en als tv-kok is Toub tot op heden als docent betrokken bij de Robert Kranenborg Academie, waar mensen met een leerbeperking een training krijgen van dertien weken, om vervolgens te gaan werken in de horeca.
In 2022 won Toub het derde seizoen van het televisieprogramma De Alleskunner VIPS. In 2024 deed hij mee aan het televisieprogramma The Connection.

## Boeken
In april 2016 heeft Mounir Toub een kookboek uitgebracht met de titel Mijn Arabische keuken.